# Škocjan-barlangrendszer
A Škocjan-barlangrendszer  (szlovén nyelven Škocjanske jame) egy mészkő barlangrendszer a Szlovén Paradicsom Szlovénia délnyugati részén húzódik 5 km-nél hosszabb föld alatti szakaszon, 200 méternél mélyebb barlangokkal, sok vízeséssel. A világon itt nyílik az egyik legjobb lehetőség a karsztjelenségek tanulmányozására. 
1986 óta a barlangokat az UNESCO a világörökség részeként tartja nyilván.

## Ismertető
A Reka folyó Velika dolinánál folyik a föld alá, majd további 34 km-t tesz meg a föld alatt egészen az Adriai-tengerig, ahová a Timav folyóval együtt torkollik. A barlangok körüli terület archeológiai szempontból rendkívül gazdag, 10 000 éves leletektől napjaink emlékeiig mindenféle tárgyat rejt itt a föld. Értékes, a bronzkor végéről és a vaskor elejéről származó, a folyó civilizációjának hatását mutató archeológiai leletekre bukkantak a Mušja („Légy”) barlangban, ahol egy barlangtemplomot találtak. Ebben a régióban volt Európa  egyik legfontosabb zarándokhelye, ahol a halál utáni élet kultuszát gyakorolták, és kapcsolatba léptek az ősök szellemével.

## Fordítás
- Ez a szócikk részben vagy egészben  a(z)   Škocjanské jeskyně című cseh Wikipédia-szócikk ezen változatának fordításán alapul.  Az eredeti cikk szerkesztőit annak laptörténete sorolja fel. Ez a jelzés csupán a megfogalmazás eredetét és a szerzői jogokat jelzi, nem szolgál a cikkben szereplő információk forrásmegjelöléseként.

## Külső hivatkozások
- A barlangok hivatalos weboldala
- Škocjanske jame
- Az UNESCO hivatalos oldala